# De Bilt
De Bilt  è un comune olandese di 42 072 abitanti situato nella provincia di Utrecht.
È il luogo originario della celebre famiglia americana Vanderbilt che proprio da questo centro ha preso nome.